# Sam Rogers
Samual Jarard Rogers (Seattle, Washington, 17 de mayo de 1999) es un jugador de fútbol profesional estadounidense que juega como defensa en el club Chicago Fire de la Major League Soccer.

## Trayectoria
Rogers se unió a la Academia Seattle Sounders FC en 2013 y asistió a Ballard High School en Seattle. El 23 de febrero de 2017 se anunció que firmó una carta de intención para jugar fútbol universitario en la Universidad de Villanova. El 13 de junio de 2017, Rogers decidió renunciar a la universidad para firmar su primer contrato profesional con Seattle Sounders FC 2. Apenas seis días después, el 19 de junio, se graduó de la escuela secundaria. El 26 de marzo de 2017, hizo su debut con el club Seattle Sounders FC 2 de la USL en una derrota por 2-1 ante Sacramento Republic. Rogers anotó su primer gol con el Seattle Sounders FC 2 el 25 de abril de 2017, en la derrota por 3-2 ante San Antonio. Probó con Standard de Lieja en 2019 y se unió al campamento de pretemporada del Seattle Sounders FC a principios de 2020 En abril de 2021, Rogers firmó con OKC Energy, equipo del campeonato de la USL. En agosto de 2021, Rogers firmó con el equipo noruego de segunda división HamKam en calidad de préstamo hasta el final de la temporada. Después de que HamKam obtuviera el ascenso, Rogers firmó un contrato permanente a principios de 2022. Un mes después, Rosenborg, dirigido por su ex entrenador de HamKam, Kjetil Rekdal, completó la transferencia de Rogers a Rosenborg.El 31 de agosto de 2023, Rogers firmó con Lillestrøm, con un contrato hasta finales de 2026. el 3 de abril de 2024 fue anunciado su cesión al HamKam hasta final de la temporada 2023-24.

## Selección nacional

### Categorías inferiores
Sam Rogers fue seleccionado con la selección sub-20 de Estados Unidos para competir en el Campeonato Sub-20 de la Concacaf de 2018. Durante esta competición organizada en su país natal disputó tres partidos. Sin embargo, permaneció en el banco de suplentes durante la final victoriosa contra México.

### Selección absoluta
Anthony Hudson lo llamó para participar en el campo de entrenamiento de la selección absoluta el 18 de enero de 2023. El 28 de enero de 2023, debutó con la selección absoluta entrando al partido en el segundo tiempo en el minuto de 72 contra Colombia, durante un partido amistoso en el Dignity Health Sports Park. El partido terminó en empate sin goles.

## Clubes
| Club                    | País           | Año       |
| ----------------------- | -------------- | --------- |
| Seattle Sounders FC 2   | Estados Unidos | 2017-2020 |
| Oklahoma City Energy FC | Estados Unidos | 2021      |
| Hamarkameratene         | Noruega        | 2021      |
| Oklahoma City Energy FC | Estados Unidos | 2021-2022 |
| Hamarkameratene         | Noruega        | 2022      |
| Rosenborg BK            | Noruega        | 2022-2023 |
| Lillestrøm SK           | Noruega        | 2023-2024 |
| Hamarkameratene         | Noruega        | 2024      |
| Aalesunds FK            | Noruega        | 2024      |
| Chicago Fire            | Estados Unidos | 2025-     |

## Palmarés

### Títulos nacionales
| Título      | Club            | País    | Año  |
| ----------- | --------------- | ------- | ---- |
| OBOS-Ligaen | Hamarkameratene | Noruega | 2022 |

### Títulos internacionales
| Título            | Club             | País           | Año  |
| ----------------- | ---------------- | -------------- | ---- |
| Campeonato Sub-20 | Selección sub-20 | Estados Unidos | 2018 |